# Conseil du patronat du Québec
Pour les articles homonymes, voir CPQ.
Le Conseil du patronat du Québec (CPQ) est une organisation qui vise à défendre les intérêts de plus de 70 000 employeurs québécois. En plus de regrouper plusieurs des plus grandes entreprises du Québec, il réunit la vaste majorité des associations patronales sectorielles, en faisant ainsi la seule confédération patronale du Québec. Depuis le 19 juin 2020, son président et chef de la direction est Karl Blackburn et Émilie Dussault est la présidente du conseil d’administration.

## Description
Le Conseil du patronat du Québec a été créé le 20 janvier 1969 à la suite d'une assemblée générale. Une première tentative de regroupement avait été faite en 1963. Il a reçu ses lettres patentes en 1965. Depuis 1986, le conseil d'administration codirige le CPQ avec le président.
Le CPQ a trois instances : le bureau des gouverneurs, le conseil d'administration et le conseil exécutif. On retrouve dans ces instances, plusieurs membres influents de la communauté d'affaires du Québec tels que Pierre Pomerleau, Paul Desmarais Jr., Pierre Beaudoin et L. Jacques Ménard.
Le Conseil du patronat du Québec publie régulièrement ses avis sur les politiques gouvernementales qui ont une influence la capacité des entreprises à créer de la richesse, et notamment sur la disponibilité, la qualité et le coût de la main-d’œuvre, sur le fardeau réglementaire et sur la fiscalité.
Chaque année, l'organisme remet le prix de Carrière du CPQ, qui a pour but de souligner l'apport exceptionnel d'une personnalité à la société québécoise. Au fil des ans, cette distinction a notamment été décernée à André Chagnon, Jean Coutu, Paul Desmarais père, Bernard Lemaire et Guy St-Pierre. De plus, une fois l'an, il souligne la contribution exceptionnelle de gens d'affaires au développement économique du Québec par l'entremise de son Club des entrepreneurs.

## Mission de l'organisme
Regroupant les employeurs ayant des activités au Québec ainsi que leurs associations sectorielles, le CPQ intervient auprès des pouvoirs publics, des agents de la vie économique et de l’opinion publique, afin de promouvoir un environnement d’affaires qui soit propice à la prospérité et à un développement économique responsable.

## Domaines d'intervention
Le CPQ se veut la référence et le point de convergence pour les employeurs et leurs associations sectorielles. Il contribue concrètement, par la crédibilité et l’efficacité de ses interventions et par son approche favorisant un dialogue social constructif, à la croissance et aux succès de ses membres, ainsi qu’à une meilleure compréhension du milieu des affaires et des enjeux touchant les entreprises. Le CPQ aspire à un Québec à la prospérité économique enviable et inclusive.
Pour ce faire, leurs domaines d'intervention se divisent en six catégories:
- Développement du capital humain (système d'éducation, formation professionnelle, immigration et attraction des talents, inclusion et intégration)
- Lois du travail (relations du travail, santé et sécurité du travail, normes et équité, rémunération et avantages sociaux)
- Finances publiques (services publics, dette publique, fiscalité, leviers financiers des entreprises)
- Défis publics (agilité de l'État, infrastructures, développement local et régional, acceptabilité sociale et démocratie)
- Environnement et lutte contre les changements climatiques (mobilité durable, transition énergétique, écofiscalité, réglementation environnementale)
- Moteurs de croissance (entrepreneuriat, innovation, marchés extérieurs, diversité économique)

## Présidents
- Charles Perrault (1969 - 1976)
- Pierre Des Marais II (1976 - 1978)
- Pierre Côté (1978 - 1982)
- Sébastien Allard (1982 - 1986)
- Ghislain Dufour (1986 - 1997)
- Denis Beauregard (1997 - 1998)
- Gilles Taillon (1998 - 2005)
- Michel Kelly-Gagnon (2006 - 2009)
- Yves-Thomas Dorval (2009 - 2020)
- Karl Blackburn (2020 - )

## Présidents du conseil d'administration du CPQ
- Marcel Bundock (1986 - 1988)
- Jeannine Guillevin Wood (1988 - 1990)
- Guy Laflamme (1990 - 1994)
- Jim Hewitt (1994 - 1996)
- Ghislain Dufour (1996 - 1997)
- André Y. Fortier (1998 - 2002)
- Guy G. Dufresne (2002 - 2006)
- John LeBoutillier (2006 - 2010)
- Jean-Yves Leblanc (2010 - 2014)
- Louis-Marie Beaulieu (2014 - 2017)
- Marc-André Roy (2017 - 2020)
- Yves-Thomas Dorval (2020 - 2022)
- Émilie Dussault (2022 - )